# جين بدفورد
جين بدفورد (بالإنجليزية: Jean Bedford)‏ (17 سبتمبر 1910، كامبريدج في المملكة المتحدة)؛ صحفية وروائية أسترالية. درست في جامعة موناش.